# テッラルバ
テッラルバ（イタリア語: Terralba）は、イタリア共和国サルデーニャ自治州オリスターノ県にある、人口約10,000人の基礎自治体（コムーネ）。

## 地理

### 位置・広がり

#### 隣接コムーネ
隣接するコムーネは以下の通り。括弧内のSUは南サルデーニャ県所属を示す。
- アルボレーア
- アルブス (SU)
- グスピニ (SU)
- マッルービウ
- サン・ニコロ・ダルチダーノ
- ウーラス

## 自然・環境
市域の西には Stagno di San Giovanni と Stagno di Marceddi という二つの潟湖が連なっており、これらはアルボレーアの町域にある Stagno di Corru S'Ittiri とともにStagno di Corru S'Ittiri, Stagni di San Giovanni e Marceddi としてラムサール条約登録湿地となっている。イタリアのラムサール条約登録地一覧も参照。

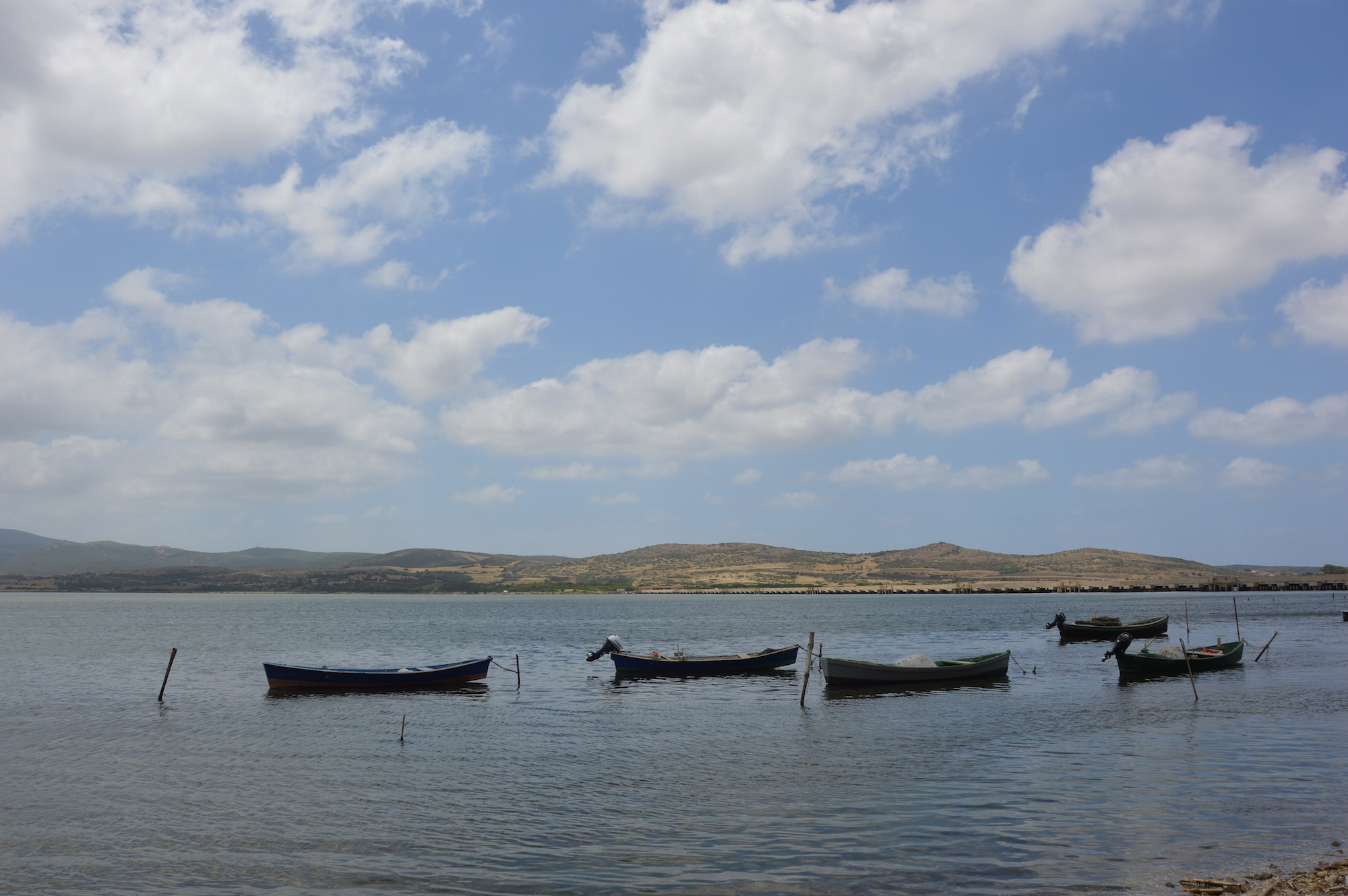
Stagno di Marceddi